# 佐藤優樹 (1987年生のバスケットボール選手)
佐藤 優樹（さとう ゆうき、1987年5月3日 - ）は、新潟県新潟市出身の元プロバスケットボール選手で現在は指導者。現役時代のポジションはシューティングガード。役職はアシスタントコーチ。Bリーグ・新潟アルビレックスBB所属。

## 来歴
五泉高校から新潟医療福祉大学を経て、卒業後、アップルスポーツカレッジバスケットボール専攻科に進学。
在学中にチームトライアウトを経て新潟アルビレックスBB-A2に入団。2011年2月にトップチーム昇格を果たした。（2010 - 11年契約締結時にはリリースされなかったが、アーリーチャレンジでの契約であり、2011年ドラフト会議対象選手となっている。）
五泉高校、新潟医療福祉大学の両卒業時にアルビレックスBBの平岡ACがスカウトに行っている。
2011年ドラフトでは育成8位で新潟に指名された。

## 経歴
- 五泉高校 - 新潟医療福祉大 - アップルスポーツカレッジ（在学中） - 新潟アルビレックスBB（2011年 - ）